# Euvrilletta hirsuta
Euvrilletta hirsuta là một loài bọ cánh cứng thuộc chi Euvrilletta trong họ Ptinidae.